# Saal Bechstein
Der Saal Bechstein oder Bechsteinsaal war  ein 1892 zu Ehren von Carl Bechstein eröffnetes Konzerthaus in der Linkstraße 42 in Berlin, das im Zweiten Weltkrieg vollständig zerstört wurde. Es wurde vor allem zur Aufführung von Kammerkonzerten genutzt.
In Auftrag gegeben wurde das Konzerthaus von der Konzertdirektion Hermann Wolff. Architekt war Franz Schwechten. Der Saal mit 500 Plätzen war an die italienische Renaissance erinnernd in Weiß und Gold gehalten. An den glatten Wänden zum reichen Deckenstuck emporragende Säulenprospekte von korinthischer Form sowie eine Statue der Polyhymnia hinter dem Podium folgten einem griechischen Vorbild.
Innerhalb des dreitägigen Festprogramms zur Eröffnung spielte der Pianist Hans von Bülow seine letzte Klaviersoirée vor seinem Tod.
Weitere frühe berühmte Mitwirkende an Konzerten im Bechsteinsaal waren Johannes Brahms, Artur Rubinstein und Joseph Joachim. An sie erinnerten später zum 25-jährigen Jubiläum an den Seitenwänden aufgestellte Büsten.
Im Saal Bechstein traten in hoher Frequenz Künstler von internationalem Ruf auf, so waren hier z. B. allein in der zweiten Februarhälfte 1898 u. a. Veranstaltungen mit Ákos Buttykay, Gisella Grosz, Amalie Joachim, Ludvig Schytte, Ernst Jedliczka und Sven Scholander annonciert.
Viele Künstler traten nach ihrem Debüt im Bechsteinsaal immer wieder dort auf.